# Abingdon-on-Thames
Abingdon-on-Thames (lub Abingdon) – miasto w południowej Anglii (Wielka Brytania), w hrabstwie Oxfordshire, ośrodek administracyjny i największe miasto dystryktu Vale of White Horse, położone w dolinie rzeki Tamizy.
Zostało założone przez Anglosasów i przez wieki (od 675) jego historia związana była z miejscowym opactwem Benedyktynów pw. św. Marii (pierwszym klasztorem w kraju) i wokół niego rozbudowywała się osada typu miejskiego. Z tego względu ocenia się, że Abingdon jest obecnie najstarszym miastem w Anglii, choć formalnie prawa miejskie uzyskał po kasacji opactwa w 1538, edyktem królewskim dopiero w 1556. 
W latach 1856–1963 do miasta docierała kolej. Do 1867 miasto było stolicą hrabstwa Berkshire, przeniesioną wówczas do Reading. W następstwie reformy administracyjnej w 1974 miasto znalazło się w granicach hrabstwa Oxfordshire.
W latach 1929–1980 w Abingdon funkcjonowała fabryka samochodów Morris Garages (MG). W latach 1932–1992 miała tu swoją bazę jednostka Królewskich Sił Powietrznych (RAF).

## Zabytki
- zaprojektowany przez architekta sławnej katedry Św. Pawła w Londynie, zbudowany w latach 1678–1682 budynek d. Rady Hrabstwa, następnie Rady Miejskiej, obecnie siedziba Muzeum, określany jako najciekawszy tego rodzaju obiekt w Wlk. Brytanii
- most na Tamizie, zbudowany w 1416, i rozbudowany w 1453. Most jest otwarty, przebiega po nim droga A415
- kościół św. Mikołaja (St. Nicholas church), istniał już w 1184, był częścią klasztoru Benedyktynów
- szkoła w Abingdon, ufundowana przed 1100 (niektóre źródła datują ją na 950), obecny budynek pochodzi z 1870

## Współpraca
Miejscowości partnerskie:
- Argentan, Francja
- Colmar, Francja
- Lukka, Włochy
- Schongau, Niemcy
- Sint-Niklaas, Belgia